# Instituto del Mundo del Trabajo
El Instituto del Mundo del Trabajo es una organización no gubernamental creada en 1998, con sede en Argentina, dedicada a la investigación sobre sociología del trabajo, sindicalismo, desarrollo económico y bienestar, y a la promoción activa de los derechos laborales. Se dedica a la elaboración de políticas laborales, capacitación a dirigentes sociales y sindicales, y coordinación de investigaciones relacionadas con el mundo del trabajo. Mantiene una quincena de programas permanentes de investigación, y publica regularmente documentos de trabajo y otras publicaciones académicas sobre temas laborales, sindicales e históricos. Actualmente se encuentra bajo la dirección del sociólogo Julio Godio.
Internacionalmente pertenece a Global Policy Network (GPN) y a Red Sindical Mundial de Investigación (GURN).